# Pottia spathulata
Pottia spathulata là một loài rêu trong họ Pottiaceae. Loài này được (Harv.) Müll. Hal. mô tả khoa học đầu tiên năm 1849.